# Stefan Schröder (Mediävist)
Stefan Schröder (* 1975) ist ein deutscher Mediävist und Hochschullehrer an der Universität Helsinki und der Universität Kassel.

## Leben
Stefan Schröder absolvierte ein Magisterstudium in Geschichte und Politische Wissenschaften an der Universität Kassel von 1996 bis 2003. 2007 promovierte er an derselben Universität bei Ingrid Baumgärtner. Seine Dissertation (erschienen 2009) analysiert Othering in spätmittelalterlichen Pilgerberichten in das Heilige Land.
Zwischen 2007 und 2011 war er Postdoktorand an der Universität Kassel, von 2011 bis 2012 an der Universität Erlangen-Nürnberg und seit 2012 am Institut für Kirchengeschichte der Theologischen Fakultät an der Universität Helsinki in Finnland. Seit 2015 ist er Privatdozent (finnisch Dosentti) für Allgemeine Kirchen- und Kulturgeschichte an der gleichen Fakultät und seit 2022 ist er außerdem Privatdozent für Mittelalterliche Geschichte an der Universität Kassel.

## Veröffentlichungen (Auswahl)
- Materialität auf Reisen: zur kulturellen Transformation der Dinge, 2006, Berlin: Lit ISBN 978-3-8258-9144-2 (Herausgeber, zusammen mit Philipp Bracher und Florian Hertweck)
- Zwischen Christentum und Islam: Kulturelle Grenzen in den spätmittelalterlichen Pilgerberichten des Felix Fabri, 2009, Berlin: Akademie Verlag. ISBN 3050045345
- „Dess glich ich all min tag nie gesechen hab vnd ob got wil nùt mer sechen wil: Fremd- und Selbstbilder in den Pilgerberichten des Ulmer Dominikaners Felix Fabri“. In: Zeitschrift für Württembergische Landesgeschichte. Bd. 68, 2009, S. 41–62 ISSN 0044-3786
- „Weltbild, Kartographie und geographische Kenntnisse“ in: WBG Weltgeschichte: Eine globale Geschichte von den Anfängen bis ins 21. Jahrhundert. Vol. 3, hrsg. von Johannes Fried, Ernst-Dieter Hehl. 2010, Darmstadt: Wissenschaftliche Buchgesellschaft, S. 57–83 ISBN 978-3-534-20103-7 (zusammen mit Ingrid Baumgärtner)
- „Maps: III. Christianity: B. Medieval and Reformation Times“ in: The Encyclopedia of the Bible and Its Reception Vol. 17, hrsg. von Cristine Helmer, Steven McKenzie, Thomas Römer, Jens Schröter, Barry Dov Walfish, Eric Ziolkowski. 2019, Berlin: De Gruyter, S. 851–857 ISBN 978-3-11-031334-5

## Sonstiges
Stefan Schröder ist Gründungsmitglied des auslandsdeutschen Fußballvereins FC Germania Helsinki.